# Trypanocentra tricuneata
Trypanocentra tricuneata är en tvåvingeart som beskrevs av Hardy 1986. Trypanocentra tricuneata ingår i släktet Trypanocentra och familjen borrflugor. Inga underarter finns listade i Catalogue of Life.